# Fabrizio Caleffi
Fabrizio Caleffi (* 17. März 1952 in Mailand) ist ein italienischer Dramatiker.

## Leben
Caleffi war ein bereits für seine ersten Stücke mit dem Premio Riccione zwei Mal ausgezeichneter Theaterautor. Unter seinen bekannten Stücken sind Titel wie die ausgezeichneten I tagliatori di teste und Le dimissione rinviate oder Sei personaggi in cerca di Warhol und La resurrezione della carne.
Neben seiner Autorentätigkeit spielt und inszeniert Caleffi auch; 1985 inszenierte er erstmals für das Kino, als er eine Episode von Prima del futuro gestaltete. 1994 schrieb er das Drehbuch für Ultimo confine.